# Monostorapáti
Monostorapáti is een plaats (község) en gemeente in het Hongaarse comitaat Veszprém. Monostorapáti telt 1095 inwoners (2001).